# Chigyŏm Yangji
Chigyŏm Yangji (ur. 1144, zm. 1229) – koreański mistrz sŏn z okresu późnej dynastii Koryŏ, znany z aktywnego życia publicznego.

## Życiorys
Chociaż była to jedna z najważniejszych postaci koreańskiego buddyzmu, niewiele wiadomo o jego życiu.
Jego świeckim imieniem było Chŏn. Pochodził z rodziny, która wywodziła się od generała Un'go (znanego także jako Chonghoe), wojskowego przy dworze króla T'aego, założyciela dynastii Koryŏ. Do rodziny tej należał (6 pokoleń wstecz) wysoki urzędnik Honji. Zarówno dziadek jak i ojciec Chigyŏma pełnili wysokie funkcje urzędnicze.
Chigyŏm już w wieku 7 lat pragnął zostać mnichem, co zrealizował w wieku lat 9. Jego nauczycielem w klasztorze został mistrz sŏn Sach'ung. W następnym roku przyjął oficjalne wskazania mnisie w klasztorze Kŭmsan. Był znakomicie wykształconym mnichem, zarówno w tekstach buddyjskich jak i innych, przyciągał więc także i konfucjanistów.
W 1189 r. przeniósł się do klasztoru Tŭnggo. W 4 lata później został mianowany Głównym Mistrzem Trzech Nauk a po dalszych trzech latach został mistrzem medytacji.
W 1204 r. został obdarzony stanowiskiem (i tytułem) Głównego Mistrza Medytacji. Ponieważ nie znaleziono wówczas wybitniejszego buddysty od niego i to zarówno w szkołach doktrynalnych jak i sŏn, miał otrzymać tytuł Narodowego Nauczyciela (kor. kuksa) za pan. króla Kangjonga, jednak nadano mu go pośmiertnie. Podobno ilość jego uczniów była nieprównywalnie większa od ilości uczniów nauczycieli w całej historii buddyzmu w Korei.
W 1217 r. napisał list do króla z prośbą o zgodę na udanie się na odosobnienie. Po jej otrzymaniu, udał się do klasztoru Hwajang, gdzie przeżył 13 ostatnich lat swojego życia.
Zmarł 8 dnia 7 miesiąca 1229 r.

## Nauki i działalność
Wiadomo o jego niektórych kontaktach z wybitnymi buddystami tego okresu. Znał Narodowego Nauczyciela Hyesima (1178–1234, do którego napisał list na trzy dni przed swoją śmiercią. Ze względu na jego kontakty z klasztorem a więc i wspólnotą Susŏn, jest prawdopodobne, że znał również samego Chinula. Hyesim należał do drugiej generacji liderów Susŏn.
Z odkrytego niedawno dokumentu Chongmun wŏnsang chip, który jest zbiorem jego tekstów, wynika, że jego nauki był związane z naukami chińskiej szkoły chan guiyang. Używa np. graficznego diagramu wyrażającego zawartość jego nauk. Taki sam diagram występuje u mistrza Sunjiego, który został uczniem mistrza chan Yangshana Huijiego, jednego z założycieli szkoły guiyang. Jednak sam Chigyŏm zapewne nie należał do tej szkoły, bowiem wszystkie jego kontakty, to mistrzowie związani z linią przekazu chogye i społecznością Susŏn.
Post scriptum do Chongmun wŏnsang chip zostało napisane przez Narodowego Nauczyciela Mongyŏ (zm. 1252), należącego do trzeciej generacji liderów Susŏn. Z tego można wysnuć wniosek, że Chigyŏm był blisko także i tej generacji mistrzów.